# Carpelimus discipennis
Carpelimus discipennis är en skalbaggsart som beskrevs av Alexander Bierig 1935. Carpelimus discipennis ingår i släktet Carpelimus och familjen kortvingar. Inga underarter finns listade i Catalogue of Life.